# Ясинскас, Гинтарас
Гинтарас Ясинскас (лит. Gintaras Jasinskas; 28 января 1968, Капсукас, Литовская ССР — 27 сентября 2024) — литовский биатлонист, участник зимних Олимпийских игр 1992 и 1994 года.

## Биография
Гинтарас Ясинскас родился 28 января 1968 года в Капсукасе (сейчас Мариямполе).
В 1989 году Ясинскас стал чемпионом СССР среди юношей в спринте на 10 км в Перми.
Представлял Литву на двух Олимпийских играх в 1992 и 1994 году. 
Гинтарас был первым в истории Литвы знаменосцем на церемонии открытия Зимних Олимпийских игр 1992 года в Альбервиле, когда Литва впервые выступала после восстановления независимости. Тогда Литву в биатлоне представляли всего два спортсмена: мужчина и женщина. В индивидуальной гонке на 20 км Ясинскас показал 19-й результат, который на тот момент был лучшим мужским результатом литовских биатлонистов на Олимпиаде. Этот результат был улучшен только в 2018 году на Олимпиаде в Пхёнчхане Томасом Каукенасом, который занял 17-е место в спринте.
Результаты на Олимпийских играх
| Год  | Место проведения | Спринт | Индивидуальная гонка |
| ---- | ---------------- | ------ | -------------------- |
| 1992 | Альбервиль       | 64     | 19                   |
| 1994 | Лиллехаммер      | 55     | 58                   |

Кроме того Гинтарас выступал на этапах Кубка мира в период с 1991 по 1996 год и принимал участие в двух чемпионатах мира в 1993 и 1995 году.
Результаты на Чемпионатах мира
| Год  | Место проведения | Спринт | Индивидуальная гонка | Эстафета | Командная гонка |
| ---- | ---------------- | ------ | -------------------- | -------- | --------------- |
| 1993 | Боровец          | 100    | 19                   | —        | —               |
| 1995 | Антерсельва      | 40     | 39                   | 21       | 21              |

Результаты выступлений на этапах Кубка мира
| Сезон     | Место проведения | Спринт | Индивидуальная гонка | Эстафета |
| --------- | ---------------- | ------ | -------------------- | -------- |
| 1991/1992 | Хохфильцен       | 85     | 35                   | —        |
| 1991/1992 | Рупольдинг       | 60     | 92                   | —        |
| 1991/1992 | Новосибирск      | 23     | 40                   | —        |
| 1992/1993 | Антерсельва      | 61     | 73                   | —        |
| 1992/1993 | Лиллехаммер      | 84     | —                    | 16       |
| 1992/1993 | Эстерсунд        | 64     | —                    | 15       |
| 1992/1993 | Контиолахти      | 38     | 35                   | 16       |
| 1993/1994 | Бадгастайн       | 101    | 54                   | —        |
| 1993/1994 | Поклюка          | 34     | 103                  | —        |
| 1993/1994 | Рупольдинг       | 86     | —                    | —        |
| 1993/1994 | Антерсельва      | 86     | 90                   | —        |
| 1994/1995 | Рупольдинг       | 53     | 67                   | 22       |
| 1994/1995 | Лиллехаммер      | 39     | —                    | 15       |
| 1995/1996 | Осрблье          | 54     | 50                   | —        |

Гинтарас Ясинскас умер 27 сентября 2024 года в возрасте 56 лет.